# Pteromalus leucanthemi
Pteromalus leucanthemi är en stekelart som beskrevs av Janzon 1980. Pteromalus leucanthemi ingår i släktet Pteromalus och familjen puppglanssteklar.
Artens utbredningsområde är Sverige. Arten är reproducerande i Sverige. Inga underarter finns listade i Catalogue of Life.